# Berezów Niżny
Berezów Niżny (ukr. Нижній Березів) – wieś na Ukrainie, w obwodzie iwanofrankiwskim, w rejonie kosowskim.
Prywatna wieś szlachecka prawa wołoskiego, położona była w ziemi halickiej województwa ruskiego.
W czasie okupacji niemieckiej ukraiński mieszkaniec wsi Wasyl Holinski udzielał pomocy Żydom, za co w 2007 roku Instytut Jad Waszem uhonorował go tytułem Sprawiedliwego wśród Narodów Świata.

## Urodzeni
- Mykoła Arsenycz